# Український інститут національної пам'яті
Украї́нський інститу́т націона́льної па́м'яті (УІНП) — центральний орган виконавчої влади з реалізації державної політики у сфері відновлення та збереження національної пам'яті, діяльність якого спрямовується та координується Кабінетом Міністрів України через Міністра культури та інформаційної політики України.
Раніше — центральний орган виконавчої влади України зі спеціальним статусом, з 2010 до 2014 року — науково-дослідна бюджетна установа.
Основними завданнями Інституту задекларовано: посилення уваги суспільства до історії України, забезпечення всебічного вивчення етапів боротьби за відновлення державності України у XX столітті та здійснення заходів з увічнення пам'яті учасників національно-визвольної боротьби, жертв голодоморів та політичних репресій.

## Історія становлення у 2006-2014 роках

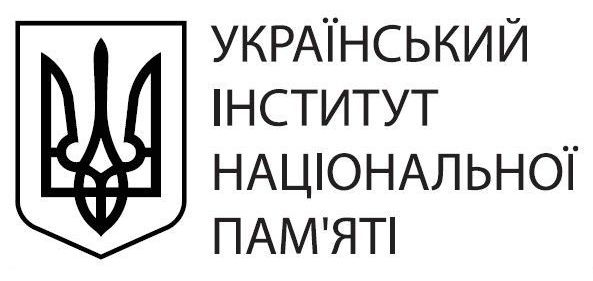
Логотип Українського інституту національної пам'яті у 2014—2018 рр.

Український інститут національної пам'яті створений 31 травня 2006 року як центральний орган виконавчої влади, діяльність якого спрямовувалася і координувалася Кабінетом Міністрів України, спеціально уповноваженого центрального органу виконавчої влади у сфері відновлення та збереження національної пам'яті Українського народу. Положення про УІНП було затверджене постановою уряду від 5 липня 2006 року № 927. Але розпочати свою роботу він зміг лише після 3 березня 2007 року, коли було освячене його приміщення на Липській вулиці у місті Києві.
9 грудня 2010 року Український інститут національної пам'яті ліквідовано. Цього ж дня Кабінету Міністрів України доручено створити Український інститут національної пам'яті як науково-дослідну бюджетну установу при Кабінеті Міністрів України.
Важливу роль у дослідженні історії ОУН і УПА відіграли до 2014 року наступні працівники установи:
Антонюк Ярослав Миколайович, кандидат історичних наук, науковий співробітник Українського інституту національної пам’яті;
В’ятрович Володимир Михайлович, кандидат історичних наук, директор Українського інституту національної пам’яті;
Киридон Алла Миколаївна, доктор історичних наук, завідувач відділу дослідження теоретичних і прикладних проблем національної пам’яті Українського інституту національної пам’яті;
Огієнко Віталій Іванович, кандидат історичних наук, старший науковий співробітник Українського інституту національної пам’яті;
Пилявець Ростислав Іванович, кандидат історичних наук, провідний науковий співробітник Українського інституту національної пам’яті;
Штоквиш Олександр Анатолійович, кандидат філософських наук, старший науковий співробітник Українського інституту національної пам’яті.

## Історія після Євромайдану 2014 року
2 серпня 2014 року Український інститут національної пам'яті як науково-дослідну установу ліквідовано та утворено Український інститут національної пам'яті як центральний орган виконавчої влади з реалізації державної політики у сфері відновлення та збереження національної пам'яті, діяльність якого спрямовується та координується Кабінетом Міністрів України через Міністра культури. Перед тим інститут детально прозвітував про свою діяльність. Зокрема, особливо позитивно відзначено діяльність відділу дослідження історичних трагедій народів України при УІНП, завідувачем якого був Дмитро Вєдєнєєв,  а помічником завідувача - Антонюк Ярослав Миколайович (до 2014 року) .
З 16 грудня 2014 року інститут керується Положенням про Український інститут національної пам'яті.
3 жовтня 2018 року Кабінет Міністрів України схвалив рішення щодо створення територіальних органів інституту національної пам'яті для імплементації загальноукраїнської політики національної пам'яті на місцевому рівні й для доповнення цієї політики особливостями місцевої історії. 2019 року були створені 5 міжрегіональних відділів Інституту, діяльність яких охопила всі області України. Місцями розташування таких підрозділів стали Харків, Дніпро, Вінниця, Одеса та Львів.
У червні 2019 року розпочалося формування територіальних відділів. Керівником першого представництва Українського інституту національної пам'яті, Північно-Східного територіального відділу, призначено кандидата історичних наук, координатора громадської ініціативи «Харківська топонімічна група», активну учасницю декомунізації в Харкові Марію Тахтаулову.
У серпні 2019 керівником Південно-Східного територіального відділу став голова Дніпропетровської обласної організації Національної спілки краєзнавців України, доктор історичних наук Ігор Кочергін. Центральний територіальний відділ очолив військовий історик, кандидат історичних наук Богдан Галайко.

## Структура
- Західний міжрегіональний відділ (м. Львів) охоплює Чернівецьку, Івано-Франківську, Львівську, Тернопільську, Рівненську, Закарпатську, Волинську області
- Північно-Східний територіальний відділ (м. Харків) охоплює Чернігівську, Сумську, Харківську, Полтавську та Луганську області.
- Південно-Східний територіальний відділ (м. Дніпро), охоплює Дніпропетровську, Кіровоградську, Запорізьку та Донецьку області.[16]
- Центральний територіальний відділ (м. Вінниця), охоплює Вінницьку, Хмельницьку, Житомирську, Київську, Черкаську та Чернівецьку області.[16]
- Південний міжрегіональний відділ (м. Одеса), охоплює Одеську, Миколаївську, Херсонську області та Крим.[17]

Також у сфері управління інституту перебувають:
- Галузевий державний архів УІНП[18]
- Національний меморіальний комплекс Героїв Небесної Сотні — Музей Революції Гідності
- Національна комісія з реабілітації

## Цілі
Положення про Український інститут національної пам'яті затверджене постановою Уряду від 5 липня 2006 року № 927. Воно деталізує напрямки роботи Інституту, окреслює його структуру та нормативно-правову діяльність.
Відповідно до Положення, Інститут національної пам'яті організовує виконання актів законодавства з питань, що належать до його компетенції, здійснює контроль за їх реалізацією, узагальнює практику застосування законодавства, розробляє пропозиції щодо його вдосконалення і в установленому порядку виносить їх на розгляд Президента України та Кабінету Міністрів. Крім того, Інститут видає накази, організовує та контролює їх виконання, а також, у разі потреби, разом із іншими органами виконавчої влади розробляє і видає спільні нормативно-правові акти.
Для обговорення найважливіших напрямів діяльності Інституту та узгодженого вирішення питань, що належать до його компетентності, в Інституті утворюється колегія. До складу колегії входять Голова, керівники окремих структурних підрозділів, представники фракцій та комітетів Верховної Ради, представники наукових і навчальних закладів та інші зацікавлені у предметах обговорення особи.
Насамперед, діяльність Інституту спрямована на популяризацію в Україні та світі об'єктивної та справедливої історії.
Згідно з чинним Положенням про Український інститут національної пам'яті, основними завданнями Інституту є: реалізація державної політики у сфері відновлення та збереження національної пам'яті Українського народу, а саме:
- організація всебічного вивчення історії українського державотворення, етапів боротьби за відновлення державності та поширення відповідної інформації в Україні та світі;
- здійснення комплексу заходів з увічнення пам'яті учасників українського визвольного руху, Української революції 1917—1921 років, воєн, жертв Голодоморів 1921—1923, 1932—1933, 1946—1947 років та політичних репресій, осіб, які брали участь у захисті незалежності, суверенітету та територіальної цілісності України, а також в антитерористичних операціях;
- організація дослідження історичної спадщини та сприяння інтеграції в українське суспільство національних меншин і корінних народів;
- популяризація історії України, її видатних особистостей;
- подолання історичних міфів та ін.

## Проєкти
Першим великим науковим медіаресурсом став проєкт «Українська Друга світова: 1939—1945» — вебсторінка Українського інституту національної пам'яті про український вимір Другої світової.
«Друга світова війна — найбільший збройний конфлікт в історії людства. В ньому протистояли два військово-політичні блоки — держави Осі та Об'єднані Нації (Союзники). Бойовими діями були охоплені Європа і Східна Азія, Африка і Близький Схід, Атлантика і Тихий океан. Україна була одним із театрів, де відбувалися найзапекліші бойові дії Другої світової. Війна прийшла на територію України у перший свій день — 1 вересня 1939 року. До останнього дня війни, 2 вересня 1945 року, українці воювали на різних фронтах глобального конфлікту, часто — один проти одного», — пишуть на сайті.
Черговим брендом стали «маки пам'яті» — символ відзначення Дня пам'яті та примирення і Дня Перемоги став червоний мак. Дизайн маку розроблено за ініціативи Українського інституту національної пам'яті та Національної телекомпанії України. Автором символу є харківський дизайнер Сергій Мішакін. Графічне зображення є своєрідною алюзією: з одного боку воно уособлює квітку маку, з іншого — кривавий слід від кулі. 8 серпня 2018 року Український інститут національної пам'яті презентував новий логотип, в основу якого взято графічне зображення квітки маку.

Другим став проєкт «Українська революція 1917–1921» — вебсторінка, де зібрані основні відомості про етапи Революції, видатних діячів, тогочасні фото, документи, спецпроєкти медійних партнерів та проєкти Українського інституту національної пам'яті.
Українська революція 1917—1921 років повернула нашу батьківщину на мапу світу. Після століть бездержавності українці створили незалежну національну державу, яка мала територію, кордони, символи, власний парламент, уряд, військо, академію наук, гроші, мову, міжнародне визнання Української Народної Республіки. Вперше після століть бездержавності відбулося об'єднання в одній соборній державі східних і західних українських земель. Нинішні символи України — синьо-жовтий прапор, тризуб, гімн «Ще не вмерла Україна» обрані державними ще тоді.
Всеукраїнська акція «Пам'ять роду» була започаткована у 2018 році. Її метою був пошук і збір спогадів нащадків тих, хто пережив Голодомор 1932—1933 років, а також родинних світлин періоду до Великого Голоду. У 2020 році зібрані матеріали стали основою однойменного видання.

## Керівництво
Очолює Інститут національної пам'яті Голова, який призначається Кабінетом Міністрів за поданням Прем'єр-міністра.
Управління наукового забезпечення політики національної пам'яті очолив Файзулін Ярослав Миколайович (1982 року народження, місце народження — Житомирська область, Ружинський район, с. Зарудинці).
Відділ аналізу українського державотворення очолила Крупник Любов Орестівна (1975 р.н., киянка).
Сектор методичної роботи очолила кандидат педагогічних наук Байкєніч Ганна Василівна, (1986 р.н.).
Управління популяризаційно-просвітницької роботи до 2019 року очолювала Халімон Олена Петрівна (1980 року народження, уродженка с. Менчичі, Волинська обл.), з 2019 року його очолила Бойченко Зоя Олександрівна.
Відділ аналізу регіональних особливостей та політики національних меншин очолював кандидат історичних наук Короленко Богдан Анатолійович (1978 року народження, уродженець м. Фастів), автор наукових праць про Крим.
Сектор забезпечення взаємодії з підвідомчими закладами та установами очолила кандидат філософських наук Охрімчук Олена Миколаївна.

### Голови (директори) Українського інституту національної пам'яті
| №       | Початок повноважень  | Припинення повноважень | Особа                           |
| ------- | -------------------- | ---------------------- | ------------------------------- |
| (в. о.) | 23 червня 2006 року  | 30 червня 2010 року    | Юхновський Ігор Рафаїлович      |
| 1       | 19 липня 2010 року   | 14 лютого 2011 року    | Солдатенко Валерій Федорович    |
| -       | 14 лютого 2011 року  | 25 березня 2014 року   | Солдатенко Валерій Федорович    |
| 2       | 25 березня 2014 року | 3 вересня 2014 року    | В'ятрович Володимир Михайлович  |
| -       | 3 вересня 2014 року  | 18 вересня 2019 року   | В'ятрович Володимир Михайлович  |
| 3       | 4 грудня 2019 року   | 13 грудня 2024 року    | Дробович Антон Едуардович       |
| (в. о.) | 13 грудня 2024 року  | 27 червня 2025 року    | Гнатюк Юлія Сергіївна           |
| 4       | 27 червня 2025 року  |                        | Алфьоров Олександр Анатолійович |

### Перші заступники голови (директора) Українського інституту національної пам'яті
| № | Початок повноважень  | Припинення повноважень | Особа                            |
| - | -------------------- | ---------------------- | -------------------------------- |
| 1 | 23 червня 2006 року  | 15 вересня 2010 року   | Іванків Олександр Львович        |
| 2 | 15 вересня 2010 року | 26 грудня 2011 року    | Кривошея Володимир Володимирович |
| - | 28 грудня 2011 року  | 5 квітня 2014 року     | Кривошея Володимир Володимирович |
| 3 | 21 травня 2014 року  | 14 січня 2015 року     | Шпак Аліна Володимирівна         |
| - | 4 лютого 2015 року   | 19 лютого 2020 року    | Шпак Аліна Володимирівна         |
| 4 | 12 серпня 2020 року  | 7 квітня 2023 року     | Ярмистий Максим Миколайович      |
| 5 | 21 травня 2024 року  |                        | Гнатюк Юлія Сергіївна            |

### Заступники голови (директора) Українського інституту національної пам'яті
| №       | Початок повноважень   | Припинення повноважень | Особа                            |
| ------- | --------------------- | ---------------------- | -------------------------------- |
| (в. о.) | 19 липня 2006 року    | 31 жовтня 2007 року    | Круцик Роман Миколайович         |
| 1       | 24 грудня 2007 року   | 15 вересня 2010 року   | Верстюк Владислав Федорович      |
| 2       | 30 серпня 2010 року   | 15 вересня 2010 року   | Кривошея Володимир Володимирович |
| 3       | 1 листопада 2010 року | 23 лютого 2011 року    | Вєдєнєєв Дмитро Валерійович      |
| 4       | 15 вересня 2010 року  | 23 лютого 2011 року    | Омельченко Олег Володимирович    |
| 5       | 2 березня 2011 року   | 5 квітня 2014 року     | Вєдєнєєв Дмитро Валерійович      |
| 6       | 2 березня 2011 року   | 30 квітня 2014 року    | Омельченко Олег Володимирович    |
| 7       | 21 травня 2014 року   | 14 січня 2015 року     | Зінченко Олександр Миколайович   |
| 8       | 21 травня 2014 року   | 14 січня 2015 року     | Тиліщак Володимир Семенович      |
| -       | 4 лютого 2015 року    |                        | Тиліщак Володимир Семенович      |